# 卡尔利
卡尔利（法語：Carly，法語發音：[kaʁli]）是法国上法蘭西大區加来海峡省的一个市镇，属于滨海布洛涅区。

## 地理
卡尔利（50°39'7"N, 1°42'7"E）面积6.31 平方千米，位于法国上法蘭西大區加来海峡省，该省份为法国北部沿海省份，西北濒北海，南至索姆省，东临北部省。
与卡尔利接壤的市镇（或旧市镇、城区）包括：凯斯特雷克、萨梅、韦尔兰克坦、班克坦、埃迪尼厄勒-莱布洛涅、埃丹拉贝。

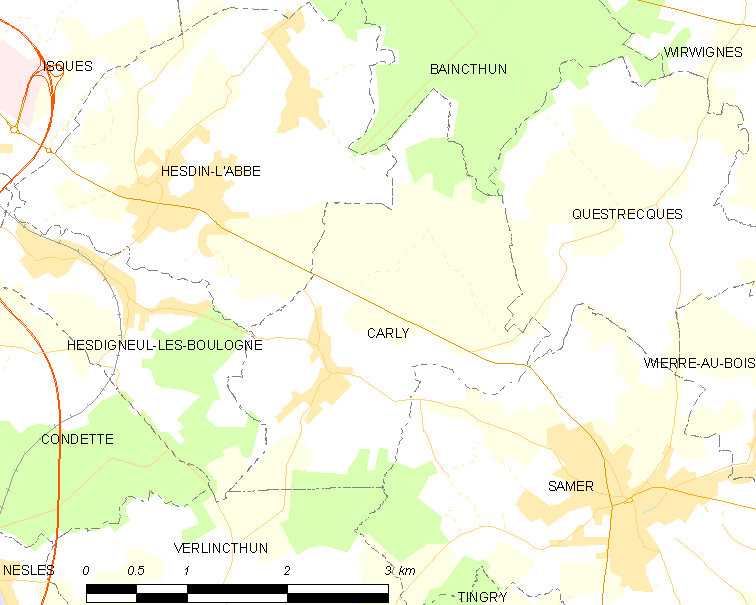
卡尔利的OSM定位图

卡尔利的时区为UTC+01:00、UTC+02:00（夏令时）。

## 行政
卡尔利的邮政编码为62830，INSEE市镇编码为62214。

## 政治
卡尔利所属的省级选区为代夫勒县。

## 人口

1962-2008年间卡尔利人口变化图示

卡尔利于2022年1月1日时的人口数量为633人。